# Rue du Sanglier
La rue du Sanglier (en alsacien : Hawergass) est une voie de Strasbourg rattachée administrativement au quartier Centre.

## Situation et accès
La voie débute au no 8 de la rue du Temple-Neuf et se termine au no 25 de la rue des Hallebardes et croise la rue du Chaudron et la rue de la Hache.

## Origine du nom
À la fin du XIIIe siècle, un certain Jean dit Hauwart — Heuwärter désignant alors un fonctionnaire épiscopal préposé à la rentrée des foins — était propriétaire de la maison qui fait l'angle avec la rue des Hallebardes. Hauwart, le nom de cette famille, se transforme peu à peu en Hauer, ce qui signifie dans le langage courant « défense de sanglier, » et, en termes de vénerie, « sanglier de cinq ans ». Sur l'immeuble moderne figure un bas-relief représentant un sanglier, dont l'original a été détruit, mais son pendant se trouve au musée de l'Œuvre Notre-Dame.

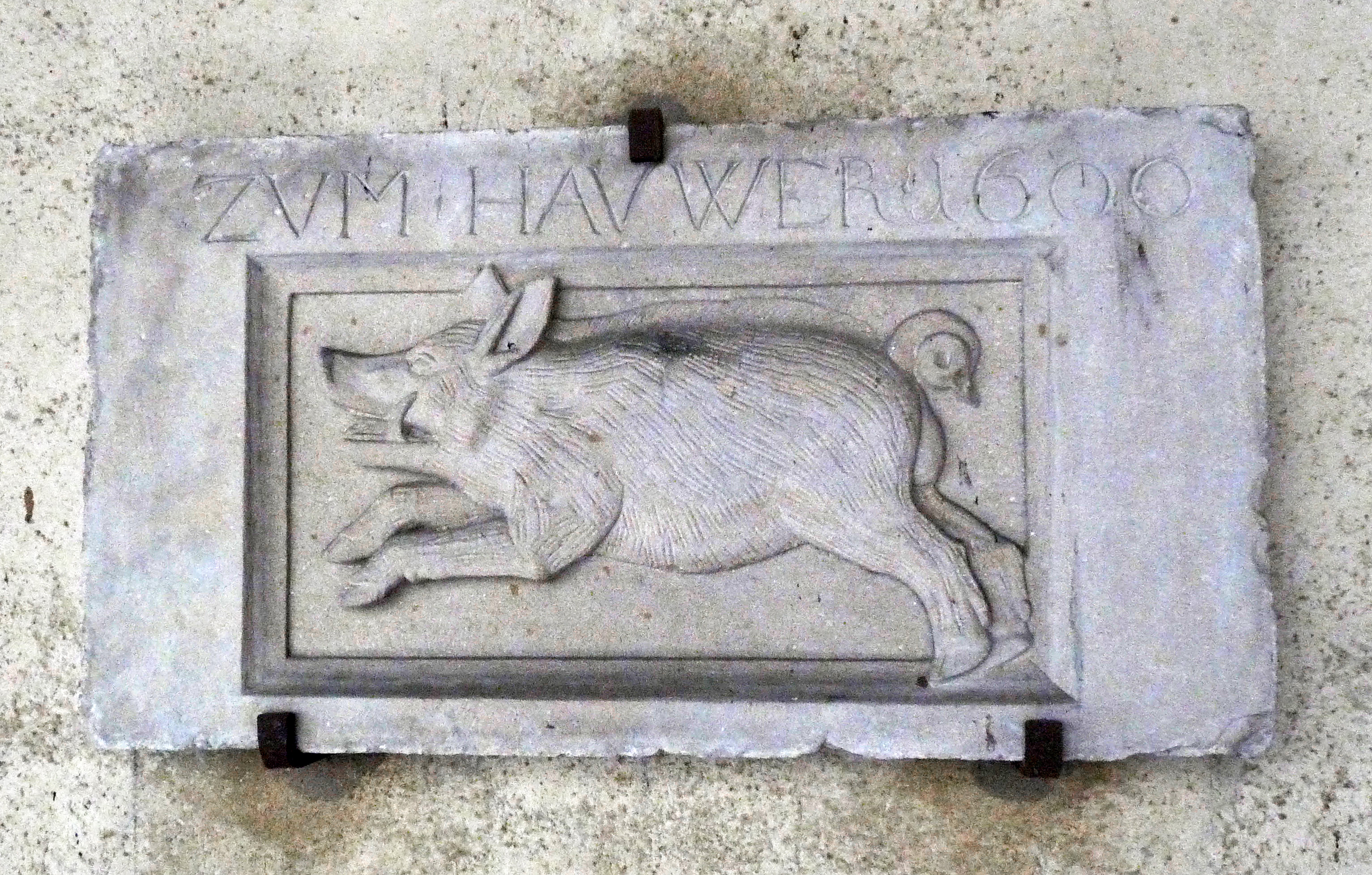
Bas-relief conservé au musée de l'Œuvre Notre-Dame, avec l'inscription : « ZVM HAVWER 1600. »

## Historique
Les fouilles archéologiques effectuées, entre 1949 et 1951, par l'équipe de Jean-Jacques Hatt sous la rue du Sanglier et aux alentours ont permis de contribuer à la connaissance de l'histoire ancienne de Strasbourg. Par exemple, la découverte d'un chemin en caillebotis, établi probablement à la fin de l'âge du bronze, et les analyses effectuées suggèrent que le site de Strasbourg, déjà habité par les populations préhistoriques, a connu une longue période d'humidité à la période hallstatienne.
Des restes d'importants bâtiments militaires de l'époque romaine ont été découverts. Il est apparu que la rue du Sanglier était l'une des rues intérieures du camp, dont le tracé, remontant au règne d'Auguste, s'est conservé dans la ville actuelle.
La rue a connu différentes dénominations, en allemand ou en français : Hauwartsgesselin (1361), Hartwaczgesselin, Hartwackgasse (1394), Hauwartsgasse (1415), Houwertsgasse (1553), Hawergässlein (1580), Hauwertsgässel (1587), Hauwelgässel, Hauergasse (1681), rue du Panier fleuri (1756), Auergässel (1787), rue du Sanglier (1792), rue du Peuplier (1794), rue du Sanglier (1817), Hauer-Gässlein (1817), Hauergasse (1872), rue du Sanglier (1918), Hauergasse (1940), rue du Sanglier (1945), constituant un exemple de corruption linguistique répandu dans l'histoire locale.
Des plaques de rues bilingues, à la fois en français et en alsacien, ont été mises en place par la municipalité à partir de 1995. C'est le cas de la Hawergass.

## Bâtiments remarquables et lieux de mémoire

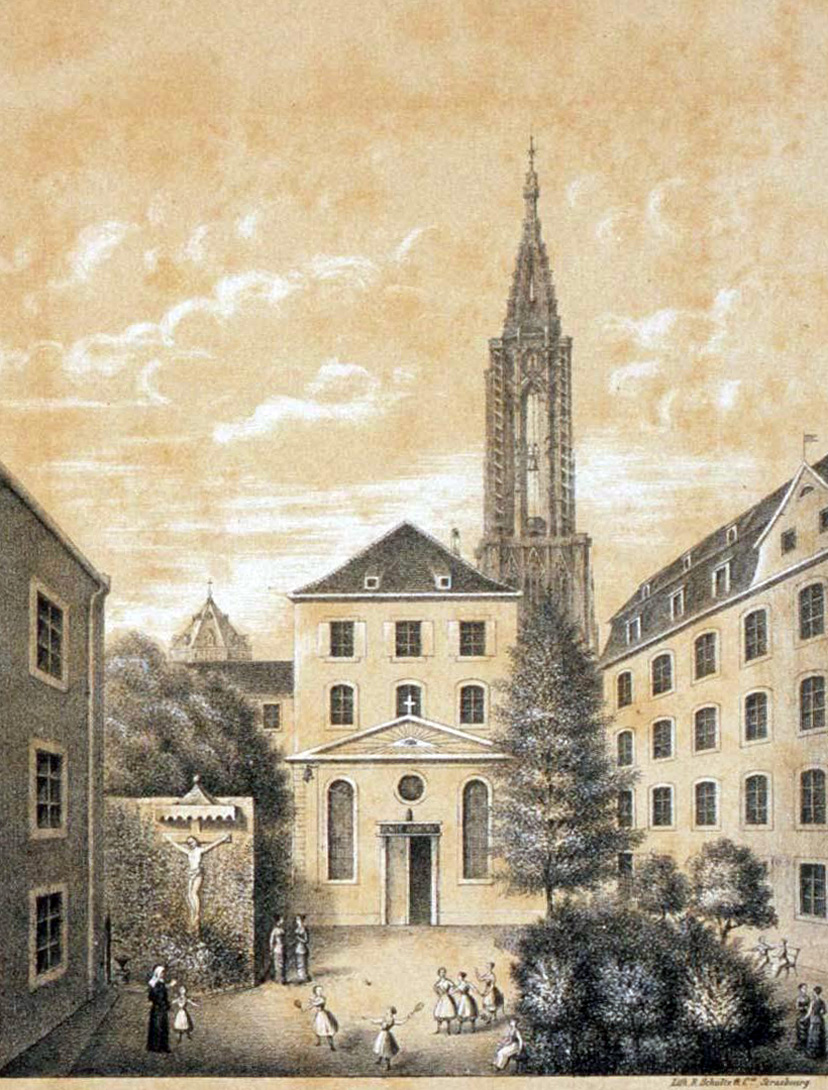
Pensionnat dirigé par les Sœurs de la Providence au no 3.

- no 3 : À cette adresse, l'établissement scolaire privé de la Providence occupe des bâtiments principalement reconstruits à la fin des années 1960 sur un emplacement historique[6].
En 1276, une institution, Zum Innenheim, accueillait neuf béguines, rattachées à l'ordre de saint François, mais non soumises à la discipline monastique. Après la Réforme, de nombreux établissements de ce type sont affectés à l'enseignement ou acquis par des particuliers.
Cette maison abrite une auberge à l'enseigne du Sanglier entre le milieu du XVIIIe siècle et 1835. À cette date, les Sœurs de la Providence, qui tiennent une école gratuite dans l'enclos des Orphelins, près de l'église Sainte-Madeleine, doivent la quitter et viennent s'installer dans la rue du Sanglier, d'abord aux nos 5 et 9, puis au no 3[3]. Destiné aux jeunes filles à l'origine, l'établissement devient mixte en 1973[6].
- nos 4-6 : Les deux immeubles, construits entre 1753 et 1755, ont des façades identiques, caractéristiques du style Régence avec quelques motifs annonçant le Louis XV strasbourgeois. Selon la mode locale, leur élévation est toute en horizontales, malgré les verticales des deux ressauts[7].
- no 10 : La maison est située à l'angle du no 8 de la rue du Chaudron[8]. Dans sa partie supérieure elle est dotée d'un mur à colombages. La fenêtre Renaissance à consoles et à colonnettes ouvre sur la rue du Chaudron[7], mais l'entrée donne sur la rue du Sanglier.
En 1873, Eugène Jacquemet y ouvre S'Burjerstuewel» — en français « au poêle des paysans »[9] —, racheté en 1956 par Yvonne Haller qui en fait une winstub réputé, Chez Yvonne[10].
La réfection de la façade a conduit à la découverte, à l'extrémité gauche de la maison proche du no 8, d'un morceau de bas-relief en grès gris figurant Mercure et sa parèdre Rosmerta, le dieu portant la caducée de la main gauche et une bourse de la main droite. Le style de la sculpture permet de la dater de la première moitié du IIIe siècle[11].

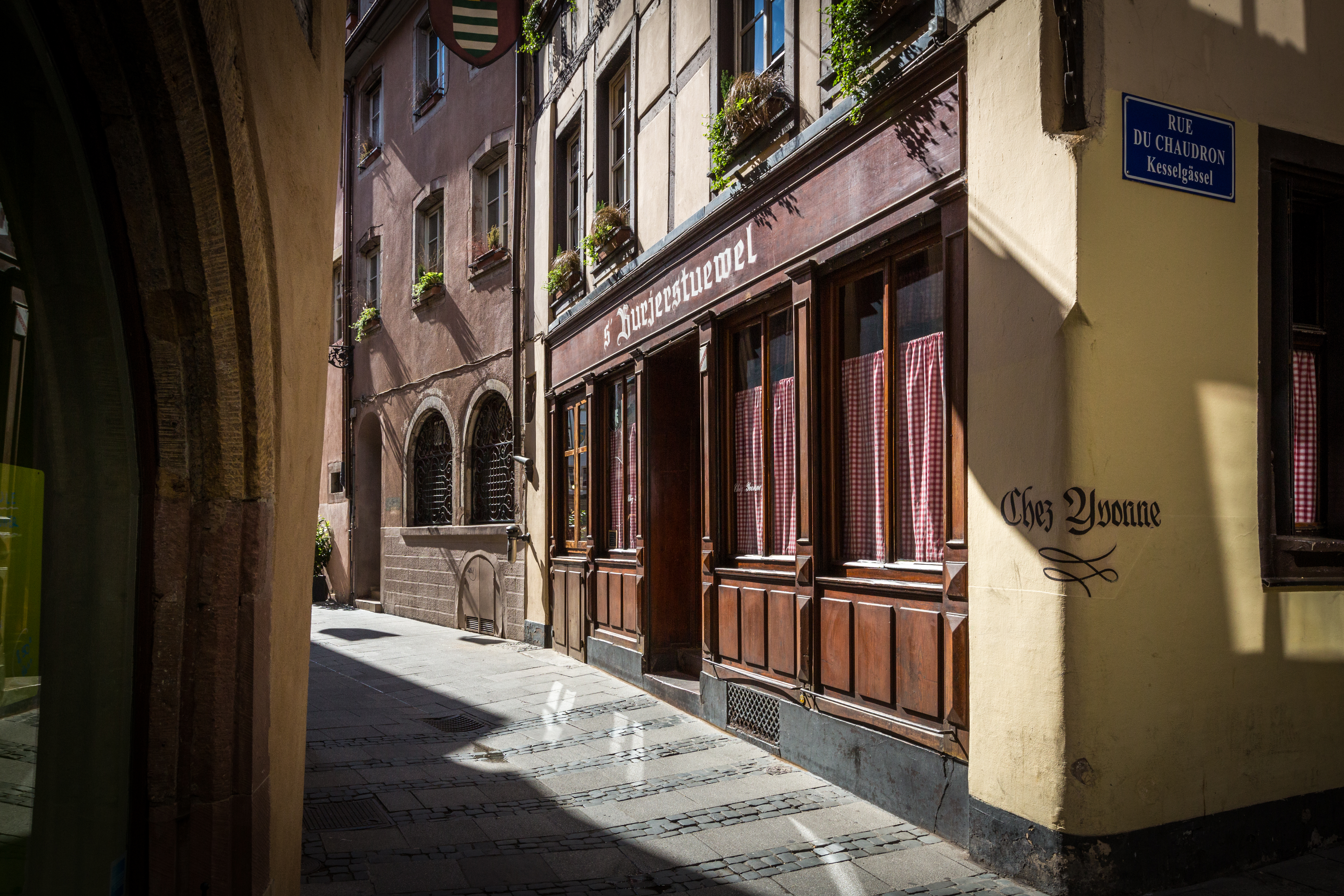
Chez Yvonne, no 10, à l'angle de la rue du Chaudron.
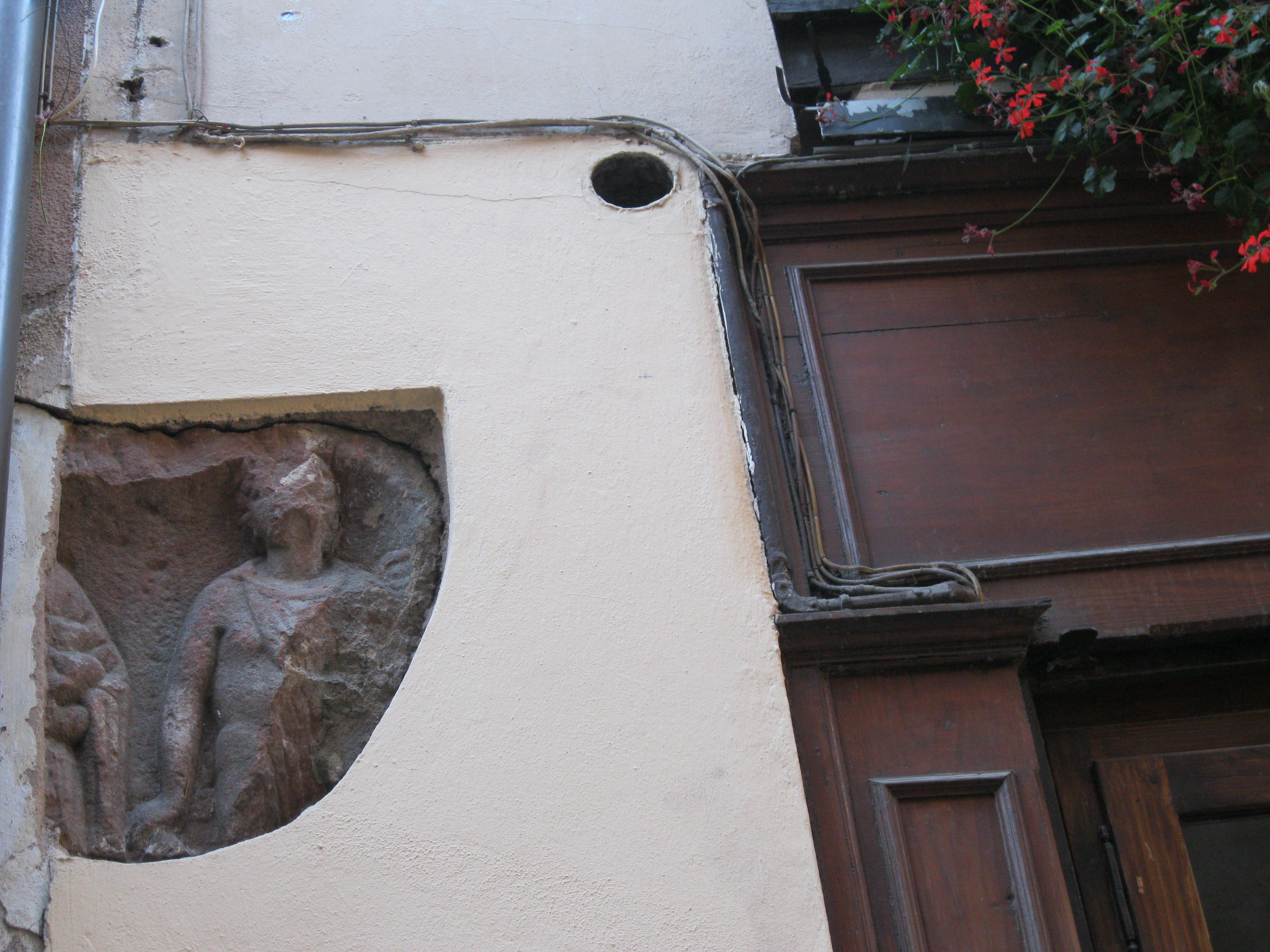
Bas-relief figurant Mercure, à gauche du no 10.

- no 11 (anciennement no 12) : La maison, dotée d'une porte d'entrée en ogive, abrite le restaurant Au Sanglier, sur l'emplacement de l'ancienne auberge Au Panier fleuri, ouverte en 1705, qui avait donné son nom à la rue du Panier fleuri au milieu du XVIIIe siècle[12].

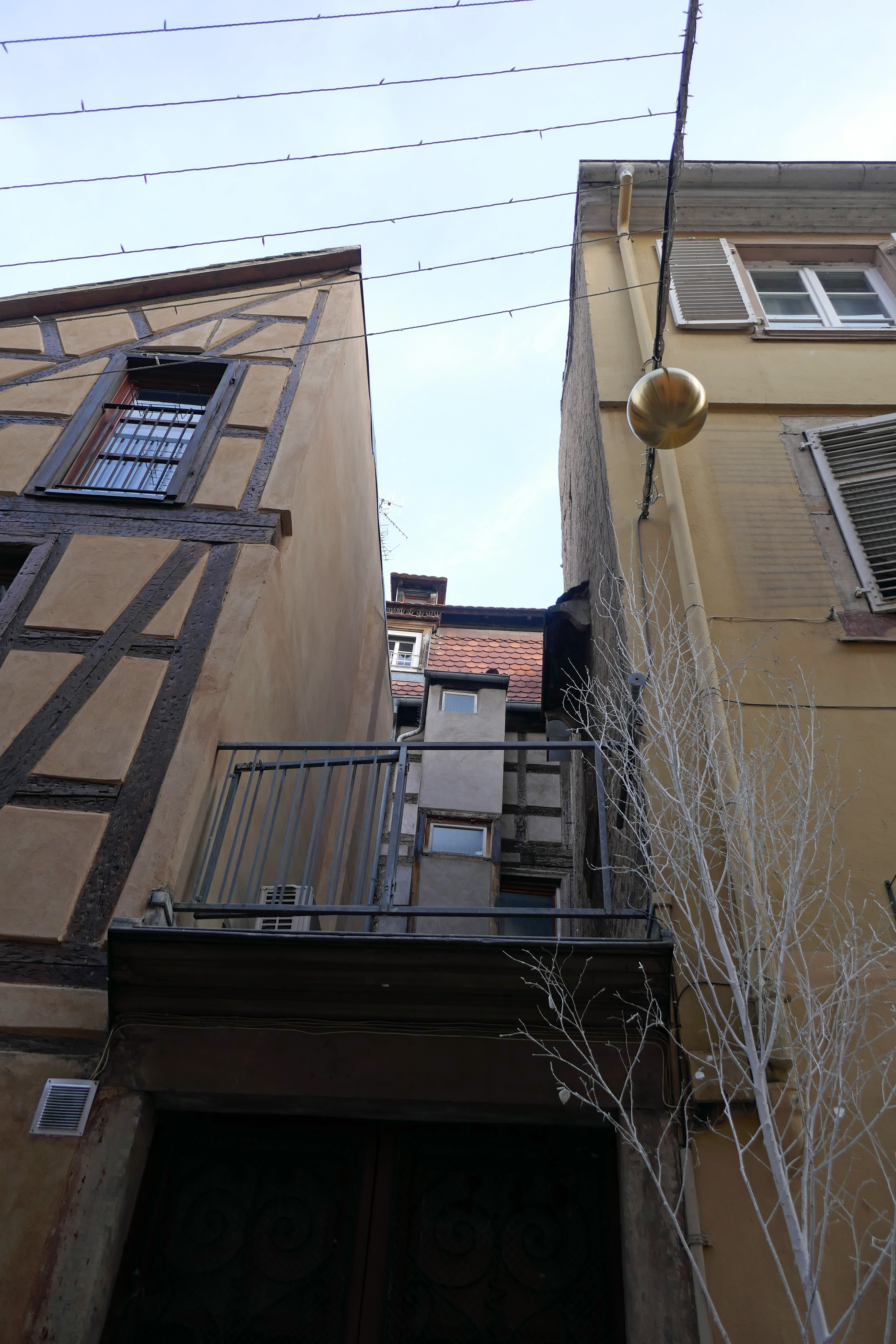
nos 9 et 11.
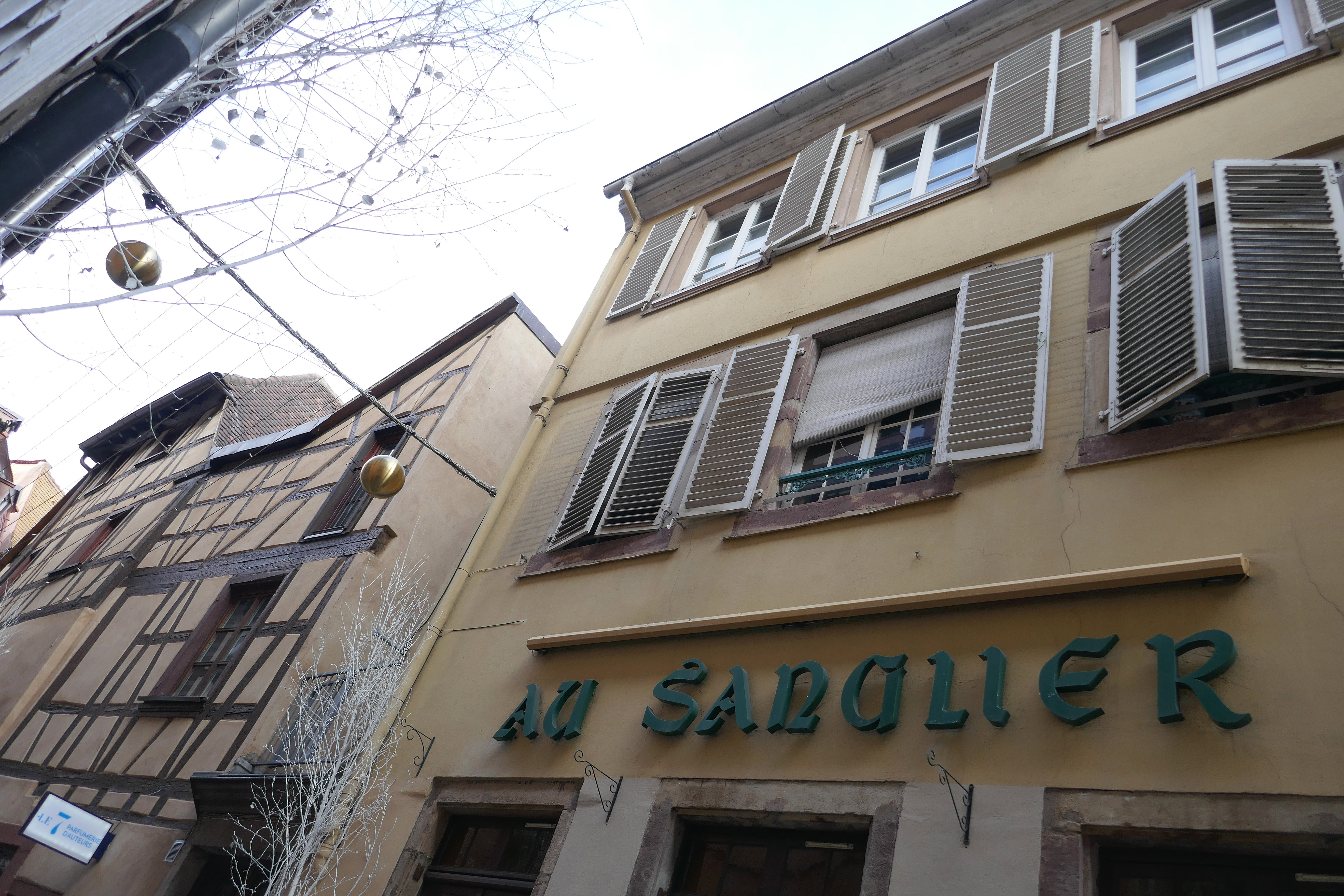
Restaurant Au Sanglier.
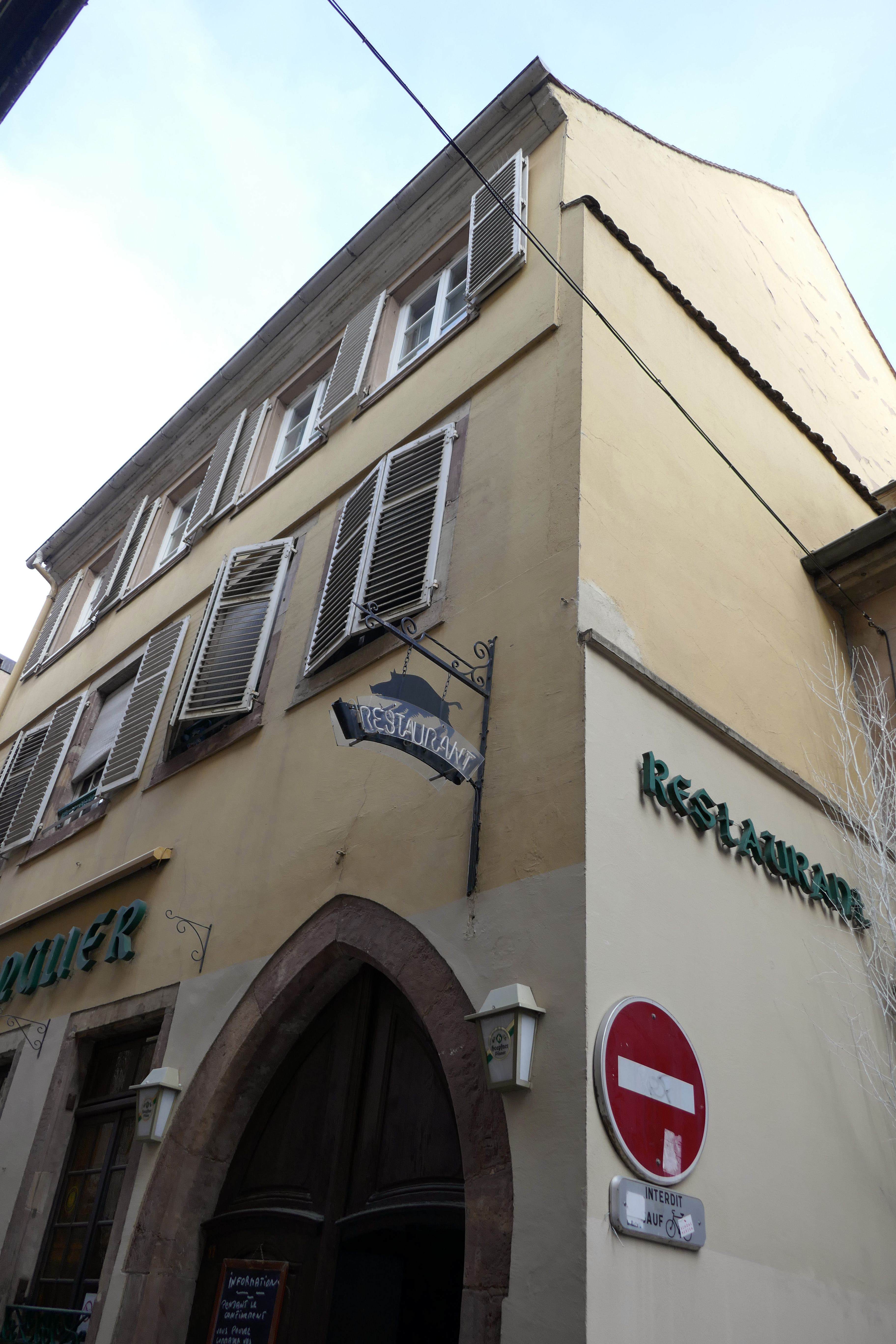
Porte en ogive.

- no 13 : En 1536, la maison est acquise par l'ammeister Martin Herlin. À la fin du XVIIe siècle elle appartient à Jean-Georges Heckler, maître d'œuvre de la cathédrale[3].
- no 15 : À l'angle du no 25 de la rue des Hallebardes, cet édifice a été entièrement détruit lors du bombardement de 1944, puis reconstruit au début des années 1950. En 1971, une copie du bas-relief au sanglier, daté de 1601, mais lui-aussi anéanti, a été réalisée d'après une photographie et apposée sur un mur de l'immeuble d'angle, dans la rue du Sanglier. Toutefois le pendant de cette sculpture (la laie) est conservé au musée de l'Œuvre Notre-Dame[13].